# Beli Breg (Vranje)
Pour les articles homonymes, voir Beli Breg.
Beli Breg (en serbe cyrillique : Бели Брег) est un village de Serbie situé sur le territoire de la ville de Vranje, district de Pčinja. Au recensement de 2011, il comptait 85 habitants.

## Démographie
| 1948 | 1953 | 1961 | 1971 | 1981 | 1991 | 2002 | 2011 |
| ---- | ---- | ---- | ---- | ---- | ---- | ---- | ---- |
| 158  | 173  | 179  | 131  | 120  | 115  | 94   | 85   |

|  |